# Phylloscopus herberti
El mosquitero capirotado (Phylloscopus herberti) es una especie de ave paseriforme de la familia Phylloscopidae endémica de la región del golfo de Guinea, en el oeste de África.

## Distribución y hábitat
Se encuentra en las montañas que separan Camerún y Nigeria, además de la isla Bioko (Guinea Ecuatorial). Su  hábitat natural son los bosques húmedos tropicales de montaña. 